# 15131 Alanalda
A 15131 Alanalda (ideiglenes jelöléssel 2000 ET54) a Naprendszer kisbolygóövében található aszteroida. A Spacewatch program keretében fedezték fel 2000. március 10-én.